# Покатилов, Стас Александрович
Стас Алекса́ндрович Покати́лов (род. 8 декабря 1992, Уральск) — казахстанский футболист, вратарь азербайджанского клуба «Сабах» и сборной Казахстана. Воспитанник уральского «Акжайыка».

## Биография
Родился 8 декабря 1992 года в городе Уральске, Казахстан. Его брат-близнец Владимир родился на пятнадцать минут позже. С детства братьев водил на матчи городского чемпионата их дедушка, благодаря ему братья заинтересовались футболом. В возрасте восьми лет они начали заниматься футболом в уральском «Акжайыке». Помимо футбола, Стас в школе также занимался баскетболом и волейболом. С первых тренировок братья разделились на разные амплуа. Стас занял место в воротах, а Владимир играл на позиции защитника. Первым тренером Стаса был Виктор Кабалов, однако по-настоящему Покатилов раскрылся под руководством тренера по вратарям Эдуарда Столбового, который привёл шестнадцатилетнего Покатилова в основной состав. 16 мая 2010 года Покатилов дебютировал в составе «Акжайыка» в 1/8 Кубка Казахстана против «Ордабасы» (0:5). На 86 минуте Роман Багаутдинов получил красную карточку. На замену вышел Покатилов, но пенальти Тажимбетова отбить не смог. Полноценный дебют Покатилова состоялся 14 апреля 2011 года. В 1/16 финала Кубка Казахстана он вышел на поле с первых минут, на 74 минуте отбил пенальти капитана «Актобе» Самата Смакова. В серии послематчевых пенальти отбил два пенальти из пяти. В следующем раунде место в воротах снова доверили Покатилову, но он пропустил четыре мяча. В этом же сезоне был заявлен в основном составе «Акжайыка». Однако 18-летний вратарь проиграл конкуренцию более опытным голкиперам Багаутдинову и Саране. В сезоне 2012 «Акжайык» вышел в Премьер-лигу, и шансы Покатилова заиграть в команде снова были малы, а с приходом вратаря сборной Казахстана Антона Цирина эти шансы ещё уменьшились. Цирин был арендован на сезон и покинул команду в межсезонье. В следующем сезоне «Акжайык» решил сделал ставку на местных вратарей.

### Сезон 2013
С сезона 2013 Покатилов стал основным голкипер «Акжайыка». В первом матче против «Шахтёра» его уверенная игра позволила команде разгромить действующего чемпиона страны. Уже через несколько месяцев Покатилов стал первым номером в команде. Согласно «молодёжному лимиту» в сезоне-2013 в составе клуба КПЛ на поле должен был находиться хотя бы один молодой казахстанский футболист не старше 1992 года рождения. Покатилов играл уверенно и первую грубую ошибку совершил лишь в пятом туре против «Иртыша» — выпустив мяч из рук при розыгрыше углового, он пропустил гол от Говедарицы. В следующей встречи Покатилов пропустил гол с острого угла на 94 минуте. После встречи Погос Галстян заявил, что «ни в коем случае не обвиняет своего вратаря».. Последний матч за «Акжайык» Покатилов провёл 30 мая 2013 года, против «Тобола». Сыграв за «Акжайык» 14 матчей, пропустил всего 17 мячей, один из которых с пенальти. Четыре матча отстоял на «ноль». После того как в «Акжайыке» начались финансовые проблемы, лидер команды Игорь Зенькович перешёл в карагандинский «Шахтёр», главный тренер Погос Галстян также покинул команду.. Впервые о возможном уходе из «Акжайыка» стало известно после вызова Покатилова в молодёжную сборную на матч против сборной Беларуси.. В услугах Покатилова были заинтересованы несколько клубов; он выбрал действующего чемпиона страны — «Шахтёр», который выступал в Лиге чемпионов. Этот переход означал, то что Покатилову придётся конкурировать с Мокиным, который играл в первой сборной. Помимо этого у «Шахтёра» уже был молодой вратарь Ткачук, который также играл в молодёжной сборной, но в дальнейшем Покатилов выиграл у него борьбу за место в составе не только в клубе, но и в сборной.

### «Шахтёр»
В начале июля 2013 года Покатилов официально перешёл в карагандинский «Шахтёр» и получил первый номер в команде. Детали сделки не разглашались.. Дебют Покатилова за «Шахтёр» пришёлся на матч против «Кайрата», где он пропустил гол на последних минутах матча. В одной из встреч против «Востока» Покатилов не пропустил не единого мяча, и спас свою команду несколько раз. Следующий матч начал с первых минут, отыграв «на ноль» против родного клуба «Акжайыка». В матче против «Астаны» отбил пенальти Фокси Кетевоама. В конце игры получил повреждение, но оно не стало серьёзным. Отыграв ещё один матч в чемпионате, освободил место Мокину, который сыграл следующие две игры. После того как «Шахтёр» попал в групповой раунд Лиги Европы, в чемпионате место в воротах снова занял Покатилов. Однако в последних трёх турах место в воротах «Шахтёра» «кочевало» от него к Ткачуку. 7 ноября 2013 года в четвёртом матче группового этапа Лиги Европы против клуба АЗ в первом тайме Покатилов отражал все удары, однако во втором тайме АЗ сумел забить, и «горняки» проиграли.. После этой встречи Покатилов был заявлен на финальный матч Кубка Казахстана, где ему поучаствовать не удалось, но «Шахтёр» победил. В ноябре 2013 года Покатилов был назван лучшим молодым игроком сезона в Казахстане по версии uefa.com.

### «Актобе»
После кризиса в «Шахтёре» Покатилов перешёл в «Актобе», контракт был рассчитан на 2 года. После ухода вратаря сборной Сидельникова стал первым номером в клубе, участвовал в квалификационном раунде Лиги Европы.

### «Ростов»
26 февраля 2016 года Покатилов стал игроком российского клуба «Ростов». Однако, сыграть во втором круге чемпионата не довелось, так как в команде было 8 вратарей, а сыграл все 30 матчей только один — Сослан Джанаев. Но клуб в мае стал серебряным призёром и Покатилов тоже. В июле Стас ушёл в аренду в алматинский «Кайрат». Сыграл во втором круге чемпионата 8 игр (пропустил 6 голов) и в ноябре стал снова серебряным призёром в один календарный год.

### Кайрат
После чемпионата в декабре 2016 года «Кайрат» выкупил права на Покатилова у «Ростова», чтобы создать конкуренцию основному вратарю Владимиру Плотникову. И хотя в марте в победном матче на Суперкубок сыграл Плотников (Стас в запасе), в победном Кубке они провели по две-три игры, а в чемпионате (снова с серебряными медалями) — по 15-17 игр. Зато в следующем чемпионате 2018 Покатилов стал уже основным вратарём (26 игр, 26 голов), опять выиграл серебряную медаль с командой и отстоял ворота сухими в финале Кубка (1-0).

### Сабах
21 января 2025 года «Тобол» объявил об уходе Покатилова, а клуб Азербайджанской Премьер-лиги «Сабах» в тот же день объявил о его подписании. В конце мая 2025 года Покатилов заявил, что не станет продлевать полугодовой контракт с «Сабах»ом и намерен вернуться в свою страну.

#### В сборной
Дебютировал за молодёжную сборную Казахстана 11 июня 2013 года в матче против сборной Беларуси, в рамках отборочного раунда молодёжного чемпионата Европы 2015 года. Фланговые атаки белорусов несколько раз заставляли ошибаться Покатилова, тем не менее он сохранил ворота «сухими». Однако в следующих матчах Покатилов только пропускал, а сама сборная не могла даже забить, по очереди проиграв Армении, Франции и Исландии. Пропустив матч с Исландией, Покатилов снова вышел на поле в матче против Беларуси, но казахстанцы снова проиграли. Победа пришла в матче против сборной Армении, где Покатилов снова провёл на поле 90 минут.

## Достижения

### Командные
«Шахтёр» Караганда
- Обладатель Кубка Казахстана: 2013

«Актобе»
- Серебряный призёр Чемпионата Казахстана: 2022
- Бронзовый призёр Чемпионата Казахстана (2): 2015, 2023

«Ростов»
- Серебряный призёр Чемпионата России: 2015/2016

«Кайрат»
- Чемпион Казахстана: 2020
- Серебряный призёр Чемпионата Казахстана (4): 2016, 2017, 2018, 2019
- Финалист Кубка Казахстана: 2016
- Обладатель Кубка Казахстана (2): 2017, 2018
- Обладатель Суперкубка Казахстана: 2017

«Тобол» Костанай
- Обладатель Суперкубка Казахстана: 2024

«Сабах»
- Обладатель Кубка Азербайджана: 2024/2025

### Личные
- Футболист-открытие казахстанской Премьер-Лиги: 2013, Лучший вратарь казахстанской Премьер-Лиги 2015.

## Статистика выступлений

### Клубная карьера
| Клуб              | Сезон             | Лига | Лига | Кубки | Кубки | Еврокубки | Еврокубки | Итого | Итого |
| Клуб              | Сезон             | Игры | Голы | Игры  | Голы  | Игры      | Голы      | Игры  | Голы  |
| ----------------- | ----------------- | ---- | ---- | ----- | ----- | --------- | --------- | ----- | ----- |
| Акжайык           | 2010              | 0    | 0    | 1     | -1    | —         | —         | 1     | -1    |
| Акжайык           | 2011              | 0    | 0    | 2     | -5    | —         | —         | 2     | -5    |
| Акжайык           | 2012              | 0    | 0    | 0     | 0     | —         | —         | 0     | 0     |
| Акжайык           | 2013              | 14   | -17  | 0     | 0     | —         | —         | 14    | -17   |
| Акжайык           | Итого             | 14   | -17  | 3     | -6    | —         | —         | 17    | -23   |
| Шахтёр            | 2013              | 10   | -14  | 0     | 0     | 2         | -3        | 12    | -17   |
| Шахтёр            | 2014              | 6    | -16  | 1     | 0     | 0         | 0         | 7     | -16   |
| Шахтёр            | Итого             | 16   | -30  | 1     | 0     | 2         | -3        | 19    | -33   |
| Актобе            | 2015              | 31   | -24  | 4     | -5    | 1         | -1        | 36    | -30   |
| Актобе            | Итого             | 31   | -24  | 4     | -5    | 1         | -1        | 36    | -30   |
| Ростов            | 2015/16           | 0    | 0    | 0     | 0     | —         | —         | 0     | 0     |
| Ростов            | Итого             | 0    | 0    | 0     | 0     | —         | —         | 0     | 0     |
| → Кайрат          | 2016              | 8    | -6   | 3     | -1    | 0         | 0         | 11    | -7    |
| → Кайрат          | Итого             | 8    | -6   | 3     | -1    | 0         | 0         | 11    | -7    |
| Кайрат            | 2017              | 17   | -11  | 2     | -1    | 2         | -3        | 21    | -15   |
| Кайрат            | 2018              | 26   | -26  | 3     | -1    | 1         | -2        | 30    | -29   |
| Кайрат            | 2019              | 31   | -30  | 1     | -2    | 4         | -5        | 36    | -37   |
| Кайрат            | 2020              | 13   | -10  | —     | —     | 2         | -3        | 15    | -13   |
| Кайрат            | 2021              | 25   | -21  | 8     | -8    | 13        | -18       | 46    | -47   |
| Кайрат            | Итого             | 112  | -98  | 14    | -12   | 22        | -31       | 148   | -141  |
| Всего за «Кайрат» | Всего за «Кайрат» | 120  | -104 | 17    | -13   | 22        | -31       | 159   | -148  |
| Актобе            | 2022              | 21   | -22  | 3     | -1    | —         | —         | 24    | -23   |
| Актобе            | 2023              | 24   | -20  | 0     | 0     | 4         | -5        | 28    | -25   |
| Актобе            | Итого             | 45   | -42  | 3     | -1    | 4         | -5        | 52    | 48    |
| Всего за «Актобе» | Всего за «Актобе» | 76   | -66  | 7     | -6    | 5         | -6        | 88    | -78   |
| Тобол             | 2024              | 24   | -23  | 5     | -5    | 4         | -10       | 33    | -38   |
| Тобол             | Итого             | 24   | -23  | 5     | -5    | 4         | -10       | 33    | -38   |
| Сабах             | 2024/25           | 14   | -17  | 5     | -4    | —         | —         | 19    | -21   |
| Сабах             | Итого             | 14   | -17  | 5     | -4    | —         | —         | 19    | -21   |
| Всего за карьеру  | Всего за карьеру  | 264  | -257 | 38    | -34   | 33        | -50       | 335   | -341  |

### Выступления за сборную
| Сборная   | Год   | Отборочные матчи ЧМ | Отборочные матчи ЧМ | Отборочные матчи ЧЕ | Отборочные матчи ЧЕ | Лига наций УЕФА | Лига наций УЕФА | Товарищеские матчи | Товарищеские матчи | Итого | Итого |
| Сборная   | Год   | Игры                | Голы                | Игры                | Голы                | Игры            | Голы            | Игры               | Голы               | Игры  | Голы  |
| --------- | ----- | ------------------- | ------------------- | ------------------- | ------------------- | --------------- | --------------- | ------------------ | ------------------ | ----- | ----- |
| Казахстан | 2015  | −                   | −                   | 4                   | −4                  | −               | −               | 2                  | 0                  | 6     | −4    |
| Казахстан | 2016  | 4                   | −11                 | −                   | −                   | −               | −               | 2                  | −1                 | 6     | −12   |
| Казахстан | 2017  | 1                   | −3                  | −                   | −                   | −               | −               | 1                  | −3                 | 2     | −6    |
| Казахстан | 2018  | −                   | −                   | −                   | −                   | −               | −               | 1                  | −2                 | 1     | −2    |
| Казахстан | 2019  | −                   | −                   | −                   | −                   | −               | −               | −                  | −                  | −     | −     |
| Казахстан | 2020  | −                   | −                   | −                   | −                   | 6               | −9              | −                  | −                  | 6     | −9    |
| Казахстан | 2021  | 4                   | −13                 | −                   | −                   | −               | −               | 1                  | −1                 | 5     | −14   |
| Казахстан | 2022  | −                   | −                   | −                   | −                   | −               | −               | −                  | −                  | −     | −     |
| Казахстан | 2023  | −                   | −                   | −                   | −                   | −               | −               | −                  | −                  | −     | −     |
| Казахстан | 2024  | −                   | −                   | −                   | −                   | 2               | −7              | −                  | −                  | 2     | −7    |
| Казахстан | 2025  | −                   | −                   | −                   | −                   | −               | −               | 2                  | −4                 | 2     | −4    |
| Итого     | Итого | 9                   | −27                 | 4                   | −4                  | 8               | −16             | 9                  | −11                | 30    | −58   |